# Liste der Kulturdenkmäler in Saalstadt
In der Liste der Kulturdenkmäler in Saalstadt sind alle Kulturdenkmäler der rheinland-pfälzischen Ortsgemeinde Saalstadt aufgeführt. Grundlage ist die Denkmalliste des Landes Rheinland-Pfalz (Stand: 14. Dezember 2023).

## Einzeldenkmäler
| Bezeichnung  | Lage                               | Baujahr         | Beschreibung | Bild |
| ------------ | ---------------------------------- | --------------- | --- | ---- |
| Friedhofstor | Hauptstraße, auf dem Friedhof Lage | 1805            | Friedhofstor, bezeichnet 1805 | BW   |
| Hofanlage    | Hauptstraße 61 Lage                | 19. Jahrhundert | Hofanlage; späthistoristisches Wohnhaus, Ende des 19. Jahrhunderts, Wirtschaftsgebäude, wohl aus dem zweiten Viertel des 19. Jahrhunderts | BW   |
| Brunnen      | nördlich des Ortes Lage            | 1887            | Waschbrunnen, 1887 errichtet, bestehend aus vier Sandsteintrögen                                                                          | BW   |